# Xestia eugrapha
Xestia eugrapha là một loài bướm đêm trong họ Noctuidae.